# Hòn Sóc
Hòn Sóc (hay núi Tây Thổ) là một ngọn núi thuộc ấp Hòn Sóc, xã Thổ Sơn, huyện Hòn Đất, tỉnh Kiên Giang, Việt Nam. Vị trí núi nằm cách thị trấn Hòn Đất khoảng 3 km về hướng nam, chệch hướng tây nam. Con đường từ thị trấn đến núi là một con đường trải nhựa, nằm cập theo kênh Hòn Sóc, con kênh đánh vòng qua sườn phía đông núi rồi chảy thẳng về vùng núi Ba Hòn. Núi Hòn Sóc cách núi Hòn Me thuộc vùng núi Ba Hòn 4 km về hướng bắc.

## Tự nhiên
Núi Hòn Sóc cao 150 m. Toàn diện tích núi là hơn 100 ha (1 km2). Có con đường bê tông dài gần 5 km bao quanh ngọn núi. Trên núi có rừng bao phủ nhưng hiện nay diện tích rừng mất dần do việc khai thác đá, bề mặt núi trở nên trơ trọi.
Đá núi là loại đá granite, được đánh giá là nguồn tài nguyên quí giá và dồi dào ở khu vực Đồng bằng sông Cửu Long, với trữ lượng khoảng trên 35 triệu m3.

## Dân cư - Kinh tế

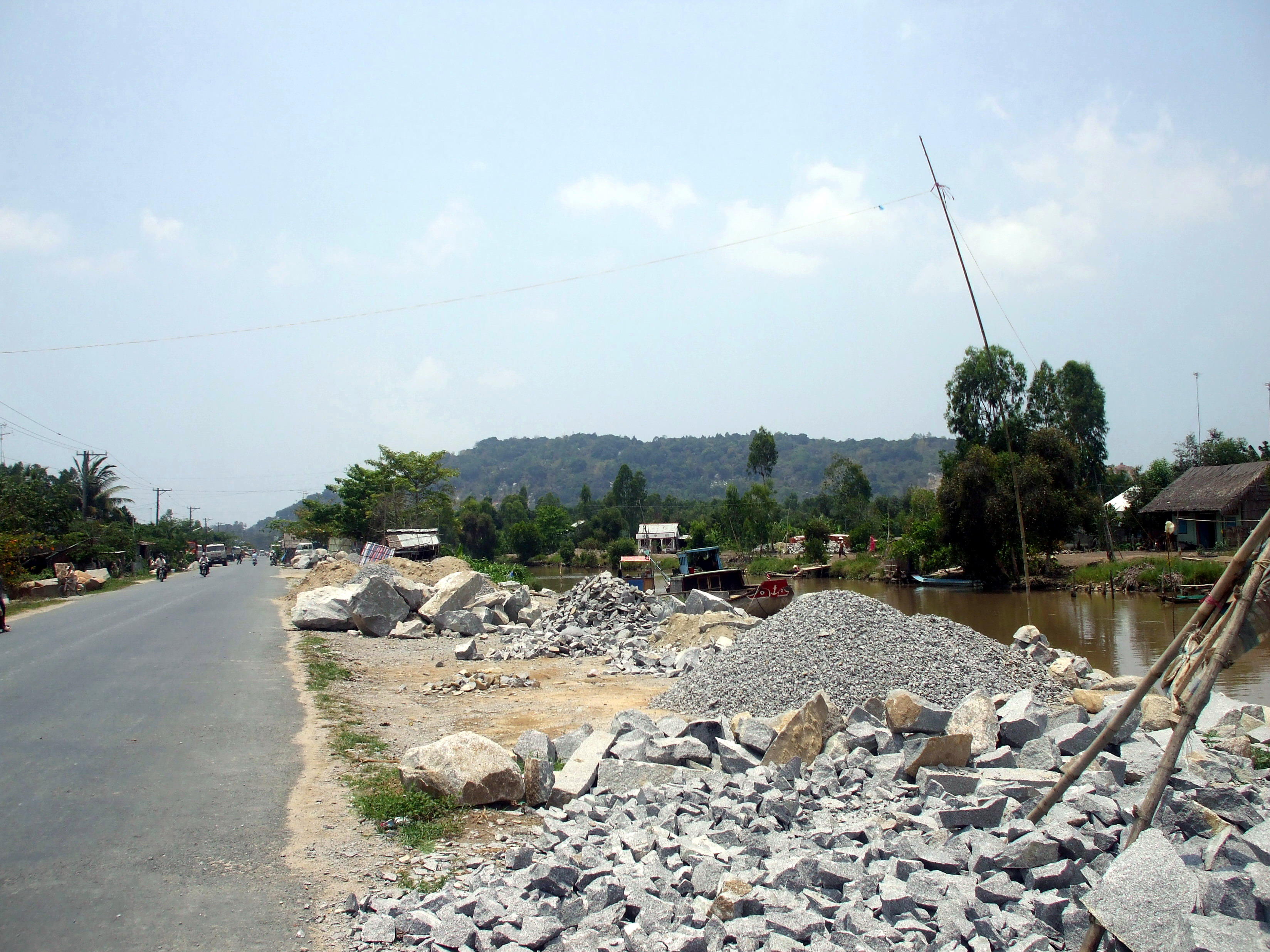
Đá khai thác ở Hòn Sóc được bày bán bên đường

Hòn Sóc là nơi khai thác đá trong 30 năm nay với một số doanh nghiệp chuyên khai thác đá. Có 10 doanh nghiệp được cấp phép đã khai thác ngày đêm, sản xuất đá, bán ra thị trường đến nhiều tỉnh, thành phố trong cả nước. Một diện tích 95/117 ha của ngọn núi hiện đang bị khai thác, với trữ lượng đá cho phép khai thác khoảng 2 triệu m3. Hằng năm Hòn Sóc cung cấp ra thị trường 575.000 m3 đá xây dựng các loại, khoảng 1,7 triệu viên đá thềm, 1 triệu cây đá đà, 1,2 triệu cây đá ống...
Dân cư sống quanh ngọn núi khoảng 600 hộ dân. Người dân địa phương sống bằng nghề chẻ đá, mức sống vẫn còn thấp. Hoạt động chẻ đá thu hút cả người từ địa phương khác đến. Có 1.500 lao động đang làm công việc chẻ đá, trong đó 1.000 người là dân địa phương, còn lại chủ yếu là người từ hai huyện Vọng Thê và Thoại Sơn, tỉnh An Giang. Thu nhập bình quân từ 450.000 đến 500.000 đồng/ngày/người.
Khoảng 100 ha trong diện tích gần 120 ha bề mặt núi đã bị bóc vỡ để khai thác đá. Theo một cuộc khảo sát không chính thức vào cuối năm 2018, với đà khai thác hiện tại, 10 năm nữa ngọn núi này sẽ biến mất.

## Lịch sử
Hòn Sóc là địa điểm có lịch sử lâu đời, một số tượng Phật bằng đá giai đoạn tiền Angkor đã được tìm thấy tại đây, phần lớn các tượng là sa thạch. Tượng Phật đứng theo phong cách Gupta, niên đại khoảng thế kỷ 5 – thế kỷ 6.
Vào tháng 1 năm 1962, quân đội Việt Nam Cộng hòa triển khai 2.000 quân đến Hòn Sóc và vùng Ba Hòn tiến hành tấn công quân Giải phóng Miền Nam. Đến tháng 9 năm 1969, quân đội Việt Nam Cộng hòa lại tổ chức một cuộc tấn công lớn dưới sự yểm trợ của B-52, trận đánh hai bên kéo dài 78 ngày. Năm 1971, toàn vùng Ba Hòn cùng núi Hòn Sóc diễn ra trận đánh dài 132 ngày đêm giữa hai bên.

## Thư viện ảnh

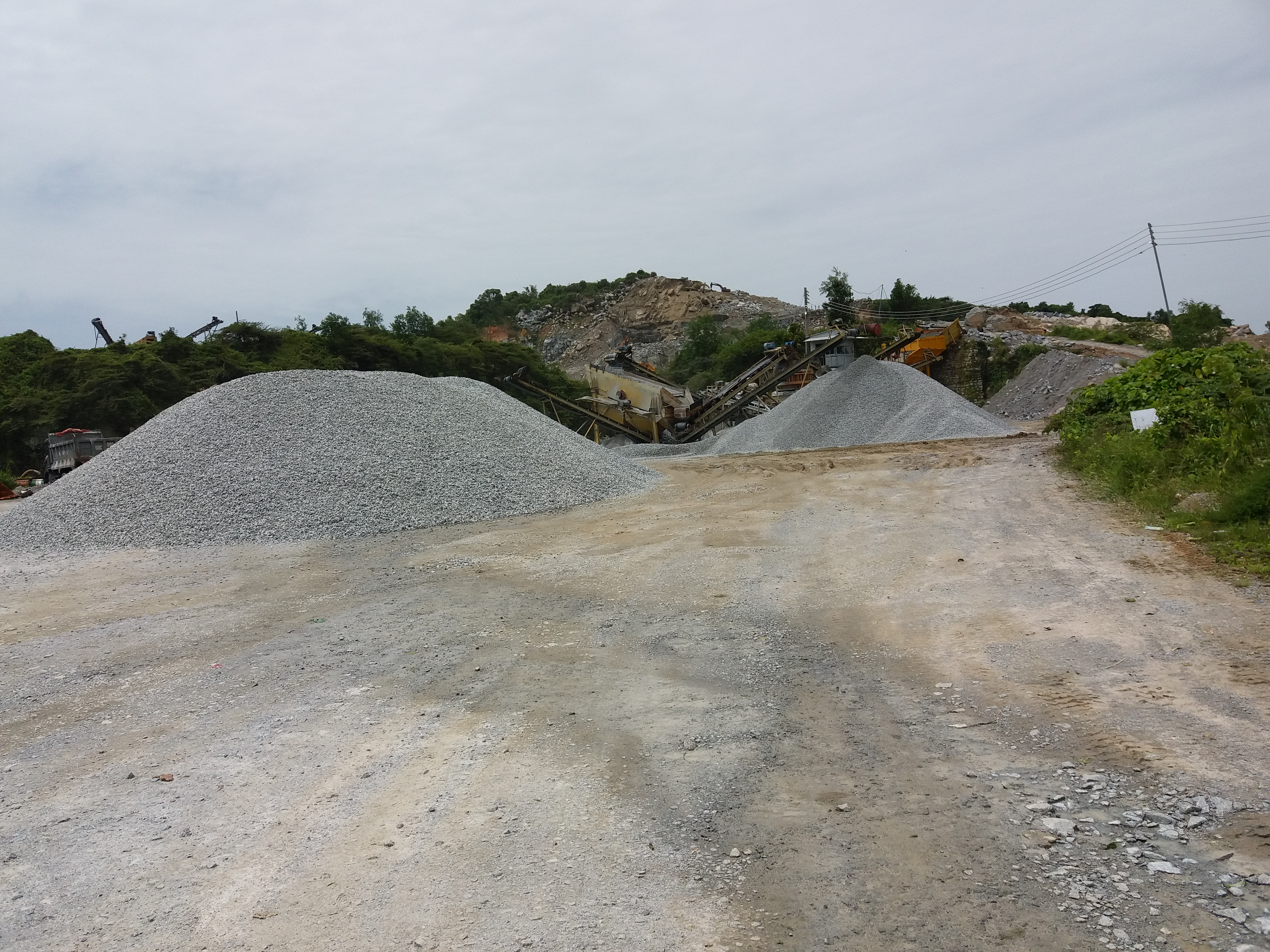
Bãi khai thác đá trên núi.
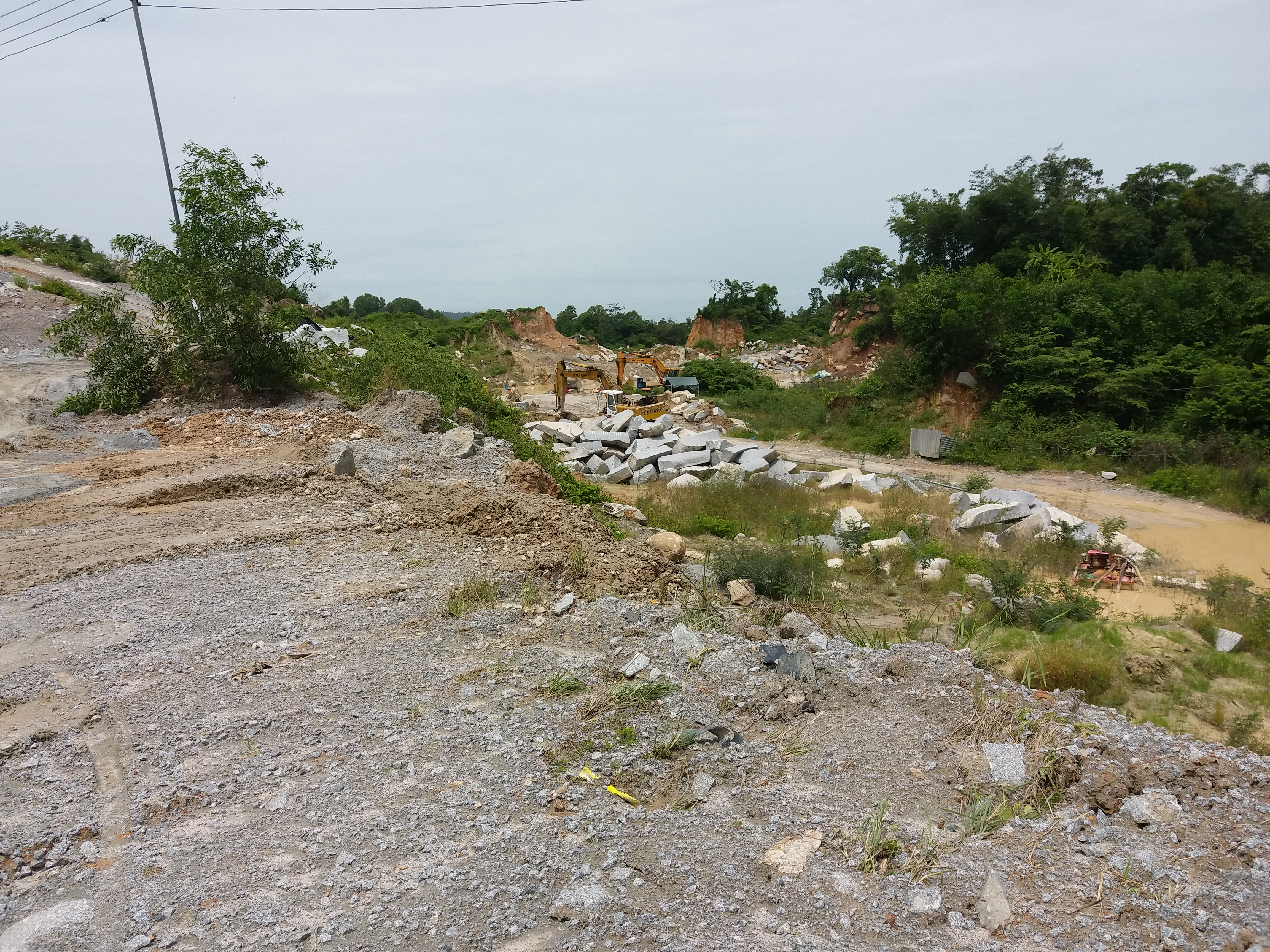
Một bãi khai thác đá.
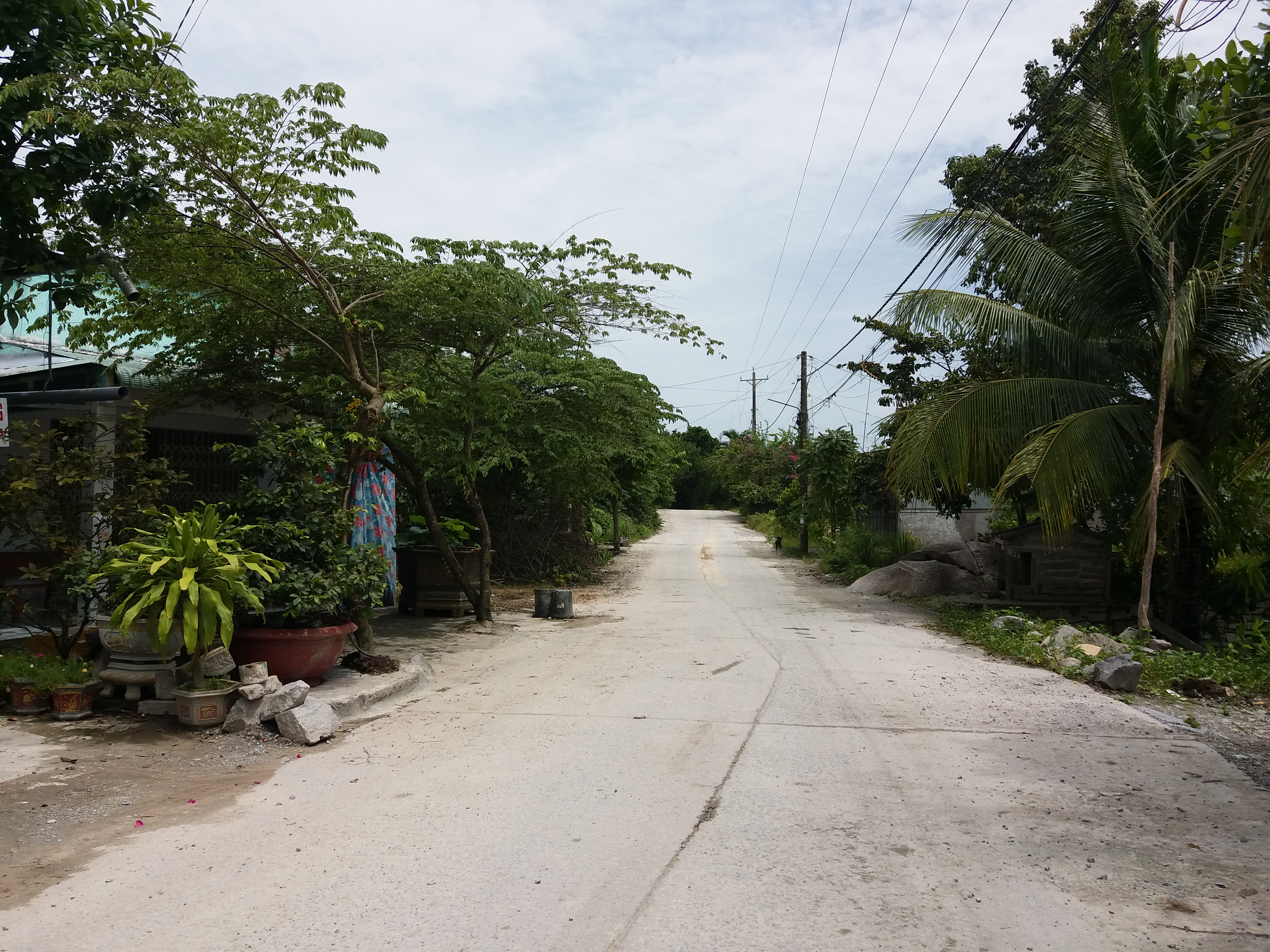
Đường bọc quanh núi, vị trí gần cầu kênh Hòn Sóc.
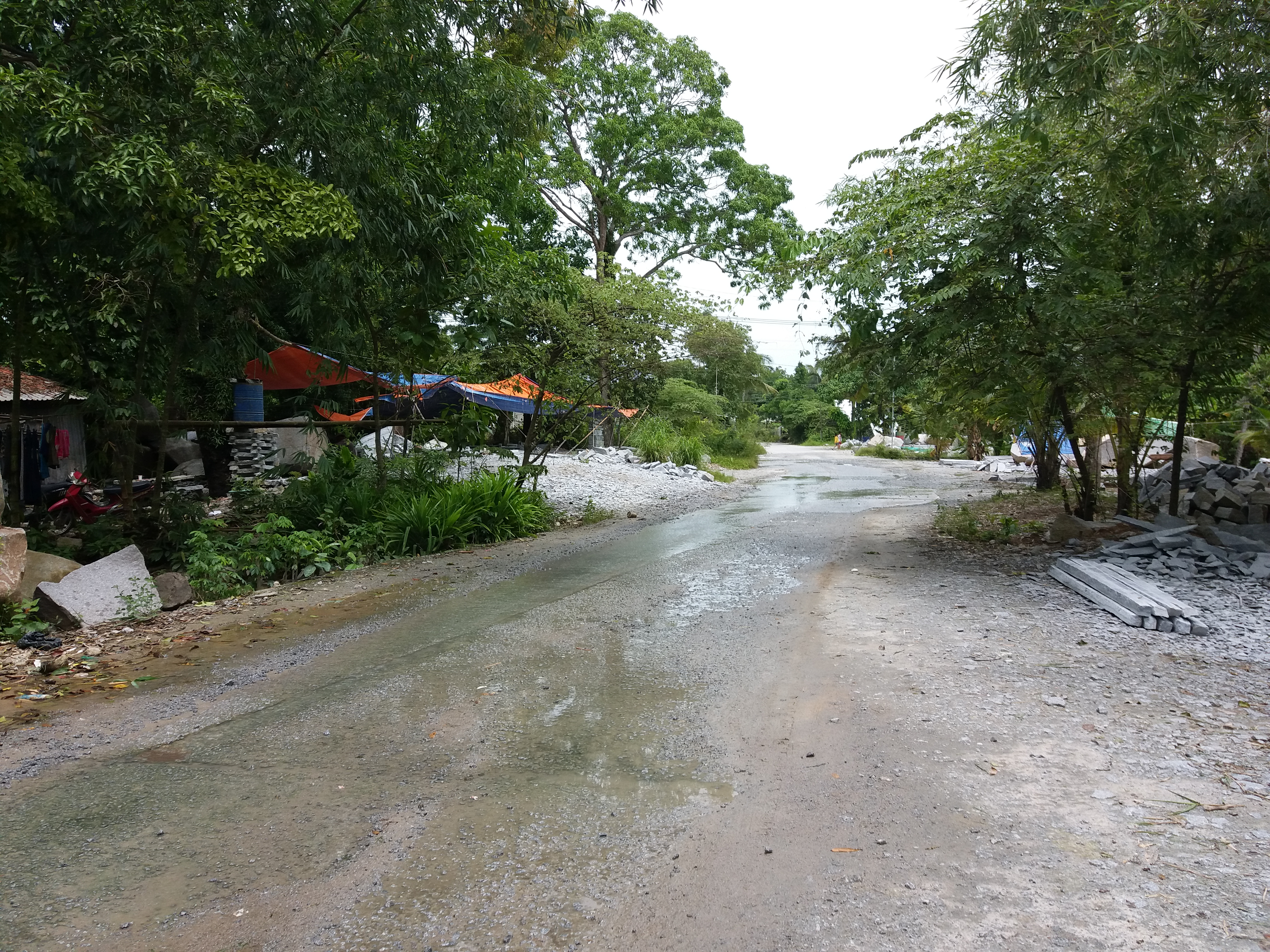
Đường bọc quanh núi.

### Sách
- Anh hùng lực lượng vũ trang nhân dân, Tập 6, Nhà xuất bản Quân đội nhân dân, năm 1996.
- Anh Động (2011), Di tích-danh thắng và địa danh Kiên Giang, Nhà xuất bản Thanh niên.
- Đại học quốc gia Hà Nội. Trường đại học sư phạm. Khoa sử (2000), Một chặng đường nghiên cứu lịch sử, 1995-2000, Nhà xuất bản Chính trị quốc gia.
- Lê Phát Quới (2010), Lớp thực vật của tỉnh Kiên Giang, Nhà xuất bản Kiên Giang.
- Lưu Minh Trị (2002), Tìm trong di sản văn hoá Việt Nam: Thăng Long-Hà Nội, Nhà xuất bản Văn hoá-thông tin.
- Một số vấn đề khảo cổ học ở miền Nam Việt Nam, Tập 1, Nhà xuất bản Khoa học xã hội, năm 1997.
- Phạm Công Yên, Tổng công ty bưu chính viễn thông Việt Nam (2003), Lịch sử - truyền thống 30 năm Thông tin vô tuyến điện Nam Bộ, 1945-1975, Nhà xuất bản Bưu điện.
- Thích Nhật Từ (2020), Phật giáo vùng Nam bộ: Sự hình thành và phát triển, Tập 1, Tủ sách Đạo Phật Ngày Nay.
- Võ Sĩ Khải (2002), Văn hóa Đồng Bằng Nam Bộ: di tích kiến trúc cổ, Nhà xuất bản Khoa học xã hội.

### Tạp chí
- Văn-hóa Á-châu, Tập 4, Số phát hành 1-4, Hội Việt-Nam Nghiên-cứu Liên-lạc Văn-hóa Á-châu, năm 1961.
- Văn hóa nghệ thuật, Số phát hành 178, Bộ văn hóa thông tin, năm 1999.